# Ежен Вало
Ежен Вало (фр. Eugène Vaulot; 1 червня 1923, Париж — 2 травня 1945, Берлін) — французький доброволець військ СС, легіон-унтершарфюрер СС. Кавалер Лицарського хреста Залізного хреста.

## Біографія
В 1941/43 році служив у Легіоні французьких добровольців. Після важкого поранення в 1944 році переведений у крігсмаріне, командир 3-ї групи 3-го взводу 4-ї роти 28-го дивізіону кадрового суднового складу. Восени 1944 року підрозділ переданий військам СС. Вбитий радянським снайпером під час битви за Берлін.

## Нагороди
- Медаль «За зимову кампанію на Сході 1941/42» (1942)
- Залізний хрест
  - 2-го класу (березень 1943)
  - 1-го класу (березень 1945) — за знищення двох радянських танків (Т-34 і КВ-1) під час боїв у Померанії.
- Нагрудний знак «За поранення» в чорному
- 4 нарукавні знаки «За знищений танк» (1 знак 1-го ступеня і 3 знаки 2-го ступеня) — за 8 знищених танків.
- Лицарський хрест Залізного хреста (29 квітня 1945) — як легіон-унтершарфюрер СС і командир взводу 33-ї гренадерської дивізії СС «Шарлемань».